# Alberto Jiménez Fraud
Alberto Jiménez Fraud (Màlaga, 4 de febrer de 1883 - Ginebra, 23 d'abril de 1964), pedagog, fou director de la Residencia de Estudiantes i de la Institución Libre de Enseñanza.

## Biografia
Llicenciat en Dret en la Universitat de Màlaga i deixeble de Francisco Giner de los Ríos. Amb l'ajuda d'alguns amics com Miguel de Unamuno i José Moreno Villa, va fundar una revista intel·lectual i literària el 1906. Uns anys més tard, va arribar a ser el secretari de la Junta para Ampliación de Estudios.
Va viatjar diverses vegades a Anglaterra per a conèixer de prop l'esperit i l'administració de les seves modèlics colleges. Va ser convidat a dirigir el 1910 l'embrió de la Residencia de Estudiantes, que fou la gran obra de la seva vida. El "Col·legi dels Quinze", com l'anomenava al principi, tenia la missió següent com descrivia Fraud: :L'angoixantment urgent era formar una classe directora conscient, lleial i informada. Aquesta tasca responia plenament a la meva vocació, i em vaig lliurar completament a ella.
Amb l'expansió de l'interès públic i la seva ajuda financera, es va fundar la segona Residència que va ser batejada el 1915 per Juan Ramón Jiménez com "la Colina de los Chopos" (el Pujol dels Pollancres).
Entre els que van viure a la Residència es troben Federico García Lorca, Luis Buñuel, Salvador Dalí, José Moreno Villa i Miguel de Unamuno. Aquests homes compartien els seus talents variats amb el públic al Instituto Escuela i el Comité Hispano-Inglés. El seu matrimoni amb Natalia Cossío va segellar la seva relació amb la Institución Libre de Enseñanza.
Amb el cop militar de Miguel Primo de Rivera el 1923, van començar a haver-hi diversos problemes polítics a la Residència, com visites inesperades d'inspeccions i acusacions que les residents eren radicals. A pesar d'aquestes dificultats, la Residència va sobreviure i a més va augmentar a uns 500 socis. Contra aquesta adversitat política, van seguir publicant les seves idees.
El 1936, es va exiliar a França i posteriorment a Anglaterra on va exercir la docència a Cambridge i Oxford. El 1963, ja jubilat, torna a Madrid per poc temps per a anar després a Ginebra com traductor de l'ONU on morí al cap de poc.

## Obres
- Juan Valera y la Generación de 1868
- La ciudad del estudio (1944)
- Selección y forma (1944)
- Ocaso y restauración (1948)
- Residentes. Semblanzas y recuerdos, Madrid: Alianza, 1989.